# NGC 5583
NGC 5583 في الفهرس العام الجديد، هي مجرة، تقع في كوكبة العواء. اكتشفت في 4 يونيو 1886 بواسطة لويس سويفت.

## روابط خارجية
- NGC 5583 على موقع ويكي سكاي: DSS2, SDSS, GALEX, IRAS, Hydrogen α, X-Ray, Astrophoto, Sky Map, Articles and images